# اليد الصغيرة (رواية)
اليد الصغيرة (بالإنجليزية: The Small Hand)‏ هي رواية للكاتبة البريطانية سوزان هيل، نشرت عام 2010، لأول مرة عن دار نشر بروفايل بوكس. واسم الرواية يالكامل اليد الصغيرة: قصة شبح The Small Hand: A Ghost Story, تم تقديم فيلم تلفزيوني مقتبس نت الرواية تحت مسمى، قصة شبح سوزان هيل، وذلك بواسطة القناة الخامسة في ديسمبر 2019.

## الحبكة
عند عودته من زيارة أحد العملاء، يأخذ تاجر الكتب الأثرية آدم سنو منعطفًا خاطئًا ويصادف منزلًا مهجورًا. تغلب عليه الفضول، واقترب من المدخل وشعر بيد صغيرة باردة تتسلل إلى يده "كما لو أن طفلًا قد أمسك بها". خلال الأسابيع المقبلة يصبح عرضة للكوابيس ونوبات الذعر والمزيد من الزيارات من اليد الصغيرة. يتعهد بمعرفة المزيد عن المنزل وحديقته المتضخمة.